# Kwail
Kwail (Hán Việt: Quả Thực) là một huyện thuộc tỉnh Hwanghae Nam tại Cộng hòa Dân chủ Nhân dân Triều Tiên. Đây là một trong số ít các huyện tại Triều Tiên có tên gọi không bắt nguồn từ âm Hán, nghĩa của tên gọi này là "hoa quả". Huyện đối diện với Hoàng Hải ở phía tây. Kwail có diện tích 364,25 km², dân số năm 2008 là 89.895 người (42.213 nam và 47.682 nữ), dân số đô thị là 22.519 người (25,1%) và dân số nông thôn là 67.376 người (74,9%).

## Kinh tế
Nền kinh tế của huyện chủ yếu dựa vào việc trồng hoa quả. Huyện Kwail được hình thành vào năm 1967 từ một phần của huyện Songhwa, với mục đích phiến toàn bộ vùng đất trồng trọt của huyện thành "100 lý (dặm) vườn cây ăn quả nở hoa".